# 静岡市消防局
静岡市消防局（しずおかししょうぼうきょく）は、静岡県静岡市の消防部局（消防本部）。静岡市以外に島田市、牧之原市、吉田町、川根本町の消防事務を受託し、管轄している。

## 沿革
【清水】は旧清水市の事項である。
- 1949年4月1日 - 消防団常備消防部を廃止し、（旧）静岡市消防本部及び静岡市消防署を開設する。
- 1949年5月24日 - 城東出張所を開設し、清水出張所を廃止する。
- 1949年5月29日 - 大谷分遣所を開設する。
- 1949年6月2日 - 曲金分遣所を開設する。
- 1949年12月2日 - 安西出張所を開設する。
- 1950年 - 【清水】清水市消防本部及び清水市消防署を開設する。
- 1950年6月1日 - 戦時中に閉鎖した用宗分遣所を再開する。
- 1952年12月 - 曲金分遣所が出張所に昇格する。
- 1954年 - 【清水】市庁舎へ消防本部及び消防署が移転する。
- 1954年10月23日 - 上土分遣所を開設する。
- 1954年12月27日 - 水道出張所を開設する。
- 1958年2月18日 - 馬渕出張所を開設し、八幡出張所を廃止する。
- 1958年11月1日 - 新富出張所を開設する。安西出張所及び安倍川出張所は分遣所となる。
- 1961年11月1日 - 廃止した八幡出張所を分遣所として再開する。
- 1962年 - 【清水】有度出張所を開設する。
- 1962年1月11日 - 消防新庁舎が竣工し業務開始する。
- 1963年 - 【清水】三保出張所を開設する。
- 1963年9月 - 【清水】救急業務を開始する。
- 1964年 - 【清水】興津出張所を開設する。
- 1964年4月1日 - 救急業務を開始する。
- 1965年 - 【清水】消防新庁舎が落成し移転する。
- 1967年 - 【清水】江尻出張所を開設する。
- 1971年8月1日 - 南消防署を開設し、2署体制となる。静岡市消防署は中央消防署と改称する。
- 1972年 - 【清水】南消防署を開設し、2署体制となる。清水市消防署は中央消防署と改称する。
- 1974年3月30日 - 鎌田出張所を開設する。
- 1975年3月29日 - 瀬名出張所及び大谷出張所を開設する。
- 1979年 - 【清水】東消防署を開設し、3署体制となる。中央消防署は中消防署と改称する。
- 1979年4月1日 - 東消防署を開設し、3署体制となる。上土出張所を廃止する。
- 1981年3月23日 - 消防本部及び中央消防署が新庁舎にて業務開始する。
- 1981年4月1日 - 安西出張所が移転し、山崎出張所と改称する。
- 1983年4月1日 - 水道出張所が移転し、平和出張所と改称する。
- 1983年4月1日 - 【清水】消防本部が新市庁舎に移転する。
- 1985年2月1日 - 稲川出張所を開設し、馬渕出張所及び八幡救急隊派遣所を廃止する。
- 1987年2月2日 - 南田町出張所を開設し、新富出張所及び安倍川出張所を廃止する。
- 1988年4月1日 - 消防音楽隊が発足する。
- 1991年4月1日 - 消防山岳警備隊が発足する。
- 1991年6月 - 【清水】消防音楽隊が発足する。
- 1992年3月 - 【清水】西分署を開設する。
- 1995年1月 - 阪神・淡路大震災に応援出場
- 1999年10月1日 - 東豊田出張所を開設し、曲金出張所を廃止する。
- 2002年4月1日 - 【清水】中消防署が新築のうえ移転し、江尻出張所と統合する。
- 2003年4月1日 - （旧）静岡市と清水市が合併する。現在の静岡市消防本部を開設し、1本部6署体制で発足する。
  - 新設合併のため、合併前の（旧）静岡市消防本部と別組織。
  - 消防署の名称を下記のとおり改称する。
    - （旧）静岡市消防本部
      - 中央消防署 ⇒ 追手町消防署
      - 南消防署 ⇒ 石田消防署
      - 東消防署 ⇒ 千代田消防署

    - （旧）清水市消防本部
      - 東消防署 ⇒ 湾岸消防署
      - 中消防署 ⇒ 清水消防署
      - 南消防署 ⇒ 日本平消防署
- 2003年4月1日 - 井川出張所を開設する。
- 2005年4月1日 - 政令指定都市移行に伴い、静岡市消防防災局に改称する。追手町消防署と石田消防署の管轄区域を一部変更。
- 2008年4月1日 - 航空隊が発足（運航開始は同年10月1日）。同時に追手町消防署特別救助隊を昇格させる形で特別高度救助隊（静岡スーパーレスキュー　通称SSR）が発足する。
- 2008年11月1日 - 庵原地区広域消防組合解散に伴い、清水区由比地区（同日、静岡市に編入）、蒲原地区を新たに管轄に加え、静岡市全域を管轄。由比地区、蒲原地区は湾岸消防署の管轄で、同日に同署庵原分署が設置される。
- 2010年4月1日 - 組織機構の改編に伴い、静岡市消防局に改称する。
- 2011年3月11日 - 東北地方太平洋沖地震に伴う東日本大震災に対して緊急消防援助隊を派遣
- 2013年10月 - 平成25年台風第26号に伴う伊豆大島土砂災害に緊急消防援助隊を派遣。
- 2014年4月 - 清水消防署特別救助隊が高度救助隊に昇格。
  - 9月 - 長野県御嶽山噴火災害に緊急消防援助隊を派遣。
- 2015年11月24日 - 消防局本庁と石田消防署が駿河区南八幡町に移転・統合。石田消防署は駿河消防署、追手町消防署は葵消防署に改称する。
- 2016年4月 - 島田市、牧之原市、吉田町、川根本町の管轄を開始。

【参考文献：平成18年消防年報（静岡市消防防災局）、平成19年度静岡市職員（消防吏員）採用選考受験案内－回転翼航空操縦士・整備士－（静岡市消防防災局）、静岡市・由比町合併協議会（静岡市公式ホームページ）、静岡市消防総務課トップページ内（消防局組織一覧）】
- 2018年3月1日 - 湾岸消防署が清水区庵原町に移転し、港北消防署に改称する。

## 組織
|                                                                      |                                                         |                                                         |                                                    |                                                    | 所在地                                                      |
| -------------------------------------------------------------------- | ------------------------------------------------------- | ------------------------------------------------------- | -------------------------------------------------- | -------------------------------------------------- | ----------------------------------------------------------- |
| 静岡市消防局 （消防局長） （消防次長） （消防局理事） （消防局参与） | 消防部                                                  | 消防総務課                                              | 総務・調整係、人事係、人材育成係、企画・広域運営係 | 総務・調整係、人事係、人材育成係、企画・広域運営係 | 駿河区南八幡町10番30号                                      |
| 静岡市消防局 （消防局長） （消防次長） （消防局理事） （消防局参与） | 消防部                                                  | 消防総務課                                              | 消防音楽隊                                         |                                                    | 駿河区南八幡町10番30号                                      |
| 静岡市消防局 （消防局長） （消防次長） （消防局理事） （消防局参与） | 消防部                                                  | 財産管理課                                              | 企画係、施設係、装備係                             | 企画係、施設係、装備係                             | 駿河区南八幡町10番30号                                      |
| 静岡市消防局 （消防局長） （消防次長） （消防局理事） （消防局参与） | 消防部                                                  | 予防課                                                  | 予防係、危険物規制係、火災調査係、保安係           | 予防係、危険物規制係、火災調査係、保安係           | 駿河区南八幡町10番30号                                      |
| 静岡市消防局 （消防局長） （消防次長） （消防局理事） （消防局参与） | 消防部                                                  | 査察課                                                  | 消防同意係、査察係                                 | 消防同意係、査察係                                 | 駿河区南八幡町10番30号                                      |
| 静岡市消防局 （消防局長） （消防次長） （消防局理事） （消防局参与） | 警防部                                                  | 警防課                                                  | 企画係、消防団係                                   | 企画係、消防団係                                   | 駿河区南八幡町10番30号                                      |
| 静岡市消防局 （消防局長） （消防次長） （消防局理事） （消防局参与） | 警防部                                                  | 警防課                                                  | 航空消防係                                         | 航空消防係                                         | 格納庫、燃料備蓄貯蔵庫 葵区諏訪8番地の10 （静岡ヘリポート） |
| 静岡市消防局 （消防局長） （消防次長） （消防局理事） （消防局参与） | 警防部                                                  | 警防課                                                  | 航空運航係                                         |                                                    | 格納庫、燃料備蓄貯蔵庫 葵区諏訪8番地の10 （静岡ヘリポート） |
| 静岡市消防局 （消防局長） （消防次長） （消防局理事） （消防局参与） | 警防部                                                  | 警防課                                                  | 航空整備係                                         |                                                    | 格納庫、燃料備蓄貯蔵庫 葵区諏訪8番地の10 （静岡ヘリポート） |
| 静岡市消防局 （消防局長） （消防次長） （消防局理事） （消防局参与） | 警防部                                                  | 安全対策課                                              | 災害対策係、部隊管理係                             | 災害対策係、部隊管理係                             | 駿河区南八幡町10番30号                                      |
| 静岡市消防局 （消防局長） （消防次長） （消防局理事） （消防局参与） | 警防部                                                  | 救急課                                                  | 企画係、指導係                                     | 企画係、指導係                                     | 駿河区南八幡町10番30号                                      |
| 静岡市消防局 （消防局長） （消防次長） （消防局理事） （消防局参与） | 警防部                                                  | 指令課                                                  | 通信管理係、指令第1係、指令第2係                   | 通信管理係、指令第1係、指令第2係                   | 駿河区南八幡町10番30号                                      |
| 静岡市消防局 （消防局長） （消防次長） （消防局理事） （消防局参与） | 葵消防署 旧 静岡市中央消防署 旧 追手町消防署            | 葵消防署 旧 静岡市中央消防署 旧 追手町消防署            | 管理係、職員安全指導係                             | 管理係、職員安全指導係                             | 葵区追手町6番2号                                            |
| 静岡市消防局 （消防局長） （消防次長） （消防局理事） （消防局参与） | 葵消防署 旧 静岡市中央消防署 旧 追手町消防署            | 葵消防署 旧 静岡市中央消防署 旧 追手町消防署            | 予防係                                             |                                                    | 葵区追手町6番2号                                            |
| 静岡市消防局 （消防局長） （消防次長） （消防局理事） （消防局参与） | 葵消防署 旧 静岡市中央消防署 旧 追手町消防署            | 葵消防署 旧 静岡市中央消防署 旧 追手町消防署            | 警備第1、第2係                                     |                                                    | 葵区追手町6番2号                                            |
| 静岡市消防局 （消防局長） （消防次長） （消防局理事） （消防局参与） | 葵消防署 旧 静岡市中央消防署 旧 追手町消防署            | 葵消防署 旧 静岡市中央消防署 旧 追手町消防署            | 警防第1、第2係                                     |                                                    | 葵区追手町6番2号                                            |
| 静岡市消防局 （消防局長） （消防次長） （消防局理事） （消防局参与） | 葵消防署 旧 静岡市中央消防署 旧 追手町消防署            | 葵消防署 旧 静岡市中央消防署 旧 追手町消防署            | 救急第1、第2係                                     |                                                    | 葵区追手町6番2号                                            |
| 静岡市消防局 （消防局長） （消防次長） （消防局理事） （消防局参与） | 葵消防署 旧 静岡市中央消防署 旧 追手町消防署            | 葵消防署 旧 静岡市中央消防署 旧 追手町消防署            | 平和出張所                                         | 平和出張所                                         | 葵区平和一丁目3-58                                          |
| 静岡市消防局 （消防局長） （消防次長） （消防局理事） （消防局参与） | 葵消防署 旧 静岡市中央消防署 旧 追手町消防署            | 葵消防署 旧 静岡市中央消防署 旧 追手町消防署            | 山崎出張所                                         | 山崎出張所                                         | 葵区山崎二丁目3-8                                           |
| 静岡市消防局 （消防局長） （消防次長） （消防局理事） （消防局参与） | 葵消防署 旧 静岡市中央消防署 旧 追手町消防署            | 葵消防署 旧 静岡市中央消防署 旧 追手町消防署            | 南田町出張所                                       | 南田町出張所                                       | 葵区南田町1-1                                               |
| 静岡市消防局 （消防局長） （消防次長） （消防局理事） （消防局参与） | 駿河消防署 旧 静岡市南消防署 旧 石田消防署              | 駿河消防署 旧 静岡市南消防署 旧 石田消防署              | 管理係、職員安全指導係                             | 管理係、職員安全指導係                             | 駿河区南八幡町10番30号                                      |
| 静岡市消防局 （消防局長） （消防次長） （消防局理事） （消防局参与） | 駿河消防署 旧 静岡市南消防署 旧 石田消防署              | 駿河消防署 旧 静岡市南消防署 旧 石田消防署              | 予防係                                             |                                                    | 駿河区南八幡町10番30号                                      |
| 静岡市消防局 （消防局長） （消防次長） （消防局理事） （消防局参与） | 駿河消防署 旧 静岡市南消防署 旧 石田消防署              | 駿河消防署 旧 静岡市南消防署 旧 石田消防署              | 警備第1、第2係、特別高度救助隊                     |                                                    | 駿河区南八幡町10番30号                                      |
| 静岡市消防局 （消防局長） （消防次長） （消防局理事） （消防局参与） | 駿河消防署 旧 静岡市南消防署 旧 石田消防署              | 駿河消防署 旧 静岡市南消防署 旧 石田消防署              | 警防第1、第2係                                     |                                                    | 駿河区南八幡町10番30号                                      |
| 静岡市消防局 （消防局長） （消防次長） （消防局理事） （消防局参与） | 駿河消防署 旧 静岡市南消防署 旧 石田消防署              | 駿河消防署 旧 静岡市南消防署 旧 石田消防署              | 救急第1、第2係                                     |                                                    | 駿河区南八幡町10番30号                                      |
| 静岡市消防局 （消防局長） （消防次長） （消防局理事） （消防局参与） | 駿河消防署 旧 静岡市南消防署 旧 石田消防署              | 駿河消防署 旧 静岡市南消防署 旧 石田消防署              | 東豊田出張所                                       | 東豊田出張所                                       | 駿河区聖一色206-3                                           |
| 静岡市消防局 （消防局長） （消防次長） （消防局理事） （消防局参与） | 駿河消防署 旧 静岡市南消防署 旧 石田消防署              | 駿河消防署 旧 静岡市南消防署 旧 石田消防署              | 稲川出張所                                         | 稲川出張所                                         | 駿河区稲川一丁目5-12                                        |
| 静岡市消防局 （消防局長） （消防次長） （消防局理事） （消防局参与） | 駿河消防署 旧 静岡市南消防署 旧 石田消防署              | 駿河消防署 旧 静岡市南消防署 旧 石田消防署              | 鎌田出張所                                         | 鎌田出張所                                         | 駿河区鎌田54-3                                              |
| 静岡市消防局 （消防局長） （消防次長） （消防局理事） （消防局参与） | 駿河消防署 旧 静岡市南消防署 旧 石田消防署              | 駿河消防署 旧 静岡市南消防署 旧 石田消防署              | 用宗出張所（水難救助隊）                           | 用宗出張所（水難救助隊）                           | 駿河区用宗二丁目7-5                                         |
| 静岡市消防局 （消防局長） （消防次長） （消防局理事） （消防局参与） | 駿河消防署 旧 静岡市南消防署 旧 石田消防署              | 駿河消防署 旧 静岡市南消防署 旧 石田消防署              | 大谷出張所                                         | 大谷出張所                                         | 駿河区水上28-10                                             |
| 静岡市消防局 （消防局長） （消防次長） （消防局理事） （消防局参与） | 千代田消防署 旧 静岡市東消防署                          | 千代田消防署 旧 静岡市東消防署                          | 管理係、職員安全指導係                             | 管理係、職員安全指導係                             | 葵区東千代田二丁目1番10号                                   |
| 静岡市消防局 （消防局長） （消防次長） （消防局理事） （消防局参与） | 千代田消防署 旧 静岡市東消防署                          | 千代田消防署 旧 静岡市東消防署                          | 予防係                                             |                                                    | 葵区東千代田二丁目1番10号                                   |
| 静岡市消防局 （消防局長） （消防次長） （消防局理事） （消防局参与） | 千代田消防署 旧 静岡市東消防署                          | 千代田消防署 旧 静岡市東消防署                          | 警備第1、第2係                                     |                                                    | 葵区東千代田二丁目1番10号                                   |
| 静岡市消防局 （消防局長） （消防次長） （消防局理事） （消防局参与） | 千代田消防署 旧 静岡市東消防署                          | 千代田消防署 旧 静岡市東消防署                          | 警防第1、第2係                                     |                                                    | 葵区東千代田二丁目1番10号                                   |
| 静岡市消防局 （消防局長） （消防次長） （消防局理事） （消防局参与） | 千代田消防署 旧 静岡市東消防署                          | 千代田消防署 旧 静岡市東消防署                          | 救急第1、第2係                                     |                                                    | 葵区東千代田二丁目1番10号                                   |
| 静岡市消防局 （消防局長） （消防次長） （消防局理事） （消防局参与） | 千代田消防署 旧 静岡市東消防署                          | 千代田消防署 旧 静岡市東消防署                          | 城東出張所                                         | 城東出張所                                         | 葵区城東町55-10                                             |
| 静岡市消防局 （消防局長） （消防次長） （消防局理事） （消防局参与） | 千代田消防署 旧 静岡市東消防署                          | 千代田消防署 旧 静岡市東消防署                          | 瀬名出張所                                         | 瀬名出張所                                         | 葵区瀬名一丁目19-11                                         |
| 静岡市消防局 （消防局長） （消防次長） （消防局理事） （消防局参与） | 千代田消防署 旧 静岡市東消防署                          | 千代田消防署 旧 静岡市東消防署                          | しずはた出張所（山岳救助隊）                       | しずはた出張所（山岳救助隊）                       | 葵区下94-1                                                  |
| 静岡市消防局 （消防局長） （消防次長） （消防局理事） （消防局参与） | 千代田消防署 旧 静岡市東消防署                          | 千代田消防署 旧 静岡市東消防署                          | 井川出張所                                         | 井川出張所                                         | 葵区井川994-1                                               |
| 静岡市消防局 （消防局長） （消防次長） （消防局理事） （消防局参与） | 清水消防署 旧 清水市中消防署                            | 清水消防署 旧 清水市中消防署                            | 管理係、職員安全指導係                             | 管理係、職員安全指導係                             | 清水区東大曲町6番8号                                        |
| 静岡市消防局 （消防局長） （消防次長） （消防局理事） （消防局参与） | 清水消防署 旧 清水市中消防署                            | 清水消防署 旧 清水市中消防署                            | 予防係                                             |                                                    | 清水区東大曲町6番8号                                        |
| 静岡市消防局 （消防局長） （消防次長） （消防局理事） （消防局参与） | 清水消防署 旧 清水市中消防署                            | 清水消防署 旧 清水市中消防署                            | 警備第1、第2係                                     |                                                    | 清水区東大曲町6番8号                                        |
| 静岡市消防局 （消防局長） （消防次長） （消防局理事） （消防局参与） | 清水消防署 旧 清水市中消防署                            | 清水消防署 旧 清水市中消防署                            | 警防第1、第2係                                     |                                                    | 清水区東大曲町6番8号                                        |
| 静岡市消防局 （消防局長） （消防次長） （消防局理事） （消防局参与） | 清水消防署 旧 清水市中消防署                            | 清水消防署 旧 清水市中消防署                            | 救急第1、第2係、日勤救急係                         |                                                    | 清水区東大曲町6番8号                                        |
| 静岡市消防局 （消防局長） （消防次長） （消防局理事） （消防局参与） | 清水消防署 旧 清水市中消防署                            | 清水消防署 旧 清水市中消防署                            | 高部出張所                                         | 高部出張所                                         | 清水区押切1587                                              |
| 静岡市消防局 （消防局長） （消防次長） （消防局理事） （消防局参与） | 清水消防署 旧 清水市中消防署                            | 清水消防署 旧 清水市中消防署                            | 有度出張所                                         | 有度出張所                                         | 清水区吉川507-1                                             |
| 静岡市消防局 （消防局長） （消防次長） （消防局理事） （消防局参与） | 港北消防署 旧 清水市東消防署 旧 湾岸消防署              | 港北消防署 旧 清水市東消防署 旧 湾岸消防署              | 管理係、職員安全指導係                             | 管理係、職員安全指導係                             | 清水区庵原町592-8                                           |
| 静岡市消防局 （消防局長） （消防次長） （消防局理事） （消防局参与） | 港北消防署 旧 清水市東消防署 旧 湾岸消防署              | 港北消防署 旧 清水市東消防署 旧 湾岸消防署              | 予防係                                             |                                                    | 清水区庵原町592-8                                           |
| 静岡市消防局 （消防局長） （消防次長） （消防局理事） （消防局参与） | 港北消防署 旧 清水市東消防署 旧 湾岸消防署              | 港北消防署 旧 清水市東消防署 旧 湾岸消防署              | 警備第1、第2係                                     |                                                    | 清水区庵原町592-8                                           |
| 静岡市消防局 （消防局長） （消防次長） （消防局理事） （消防局参与） | 港北消防署 旧 清水市東消防署 旧 湾岸消防署              | 港北消防署 旧 清水市東消防署 旧 湾岸消防署              | 警防第1、第2係                                     |                                                    | 清水区庵原町592-8                                           |
| 静岡市消防局 （消防局長） （消防次長） （消防局理事） （消防局参与） | 港北消防署 旧 清水市東消防署 旧 湾岸消防署              | 港北消防署 旧 清水市東消防署 旧 湾岸消防署              | 救急第1、第2係                                     |                                                    | 清水区庵原町592-8                                           |
| 静岡市消防局 （消防局長） （消防次長） （消防局理事） （消防局参与） | 港北消防署 旧 清水市東消防署 旧 湾岸消防署              | 港北消防署 旧 清水市東消防署 旧 湾岸消防署              | 庵原分署                                           | 予防係                                             | 清水区由比716-1                                             |
| 静岡市消防局 （消防局長） （消防次長） （消防局理事） （消防局参与） | 港北消防署 旧 清水市東消防署 旧 湾岸消防署              | 港北消防署 旧 清水市東消防署 旧 湾岸消防署              | 庵原分署                                           | 管理・警防第1、2係                                 | 清水区由比716-1                                             |
| 静岡市消防局 （消防局長） （消防次長） （消防局理事） （消防局参与） | 港北消防署 旧 清水市東消防署 旧 湾岸消防署              | 港北消防署 旧 清水市東消防署 旧 湾岸消防署              | 興津出張所                                         | 興津出張所                                         | 清水区八木間町409-2                                         |
| 静岡市消防局 （消防局長） （消防次長） （消防局理事） （消防局参与） | 港北消防署 旧 清水市東消防署 旧 湾岸消防署              | 港北消防署 旧 清水市東消防署 旧 湾岸消防署              | 小島出張所                                         | 小島出張所                                         | 清水区小河内3445-1                                          |
| 静岡市消防局 （消防局長） （消防次長） （消防局理事） （消防局参与） | 日本平消防署 旧 清水市南消防署                          | 日本平消防署 旧 清水市南消防署                          | 管理係、職員安全指導係                             | 管理係、職員安全指導係                             | 清水区村松625-4                                             |
| 静岡市消防局 （消防局長） （消防次長） （消防局理事） （消防局参与） | 日本平消防署 旧 清水市南消防署                          | 日本平消防署 旧 清水市南消防署                          | 予防係                                             |                                                    | 清水区村松625-4                                             |
| 静岡市消防局 （消防局長） （消防次長） （消防局理事） （消防局参与） | 日本平消防署 旧 清水市南消防署                          | 日本平消防署 旧 清水市南消防署                          | 警備第1、第2係（水難救助隊）                       |                                                    | 清水区村松625-4                                             |
| 静岡市消防局 （消防局長） （消防次長） （消防局理事） （消防局参与） | 日本平消防署 旧 清水市南消防署                          | 日本平消防署 旧 清水市南消防署                          | 警防第1、第2係                                     |                                                    | 清水区村松625-4                                             |
| 静岡市消防局 （消防局長） （消防次長） （消防局理事） （消防局参与） | 日本平消防署 旧 清水市南消防署                          | 日本平消防署 旧 清水市南消防署                          | 救急第1、第2係                                     |                                                    | 清水区村松625-4                                             |
| 静岡市消防局 （消防局長） （消防次長） （消防局理事） （消防局参与） | 日本平消防署 旧 清水市南消防署                          | 日本平消防署 旧 清水市南消防署                          | 三保出張所                                         | 三保出張所                                         | 清水区三保3503-47                                           |
| 静岡市消防局 （消防局長） （消防次長） （消防局理事） （消防局参与） | 島田消防署 旧 島田市消防本部 島田消防署                 | 島田消防署 旧 島田市消防本部 島田消防署                 | 管理係、職員安全指導係                             | 管理係、職員安全指導係                             | 島田市旗指513-1                                             |
| 静岡市消防局 （消防局長） （消防次長） （消防局理事） （消防局参与） | 島田消防署 旧 島田市消防本部 島田消防署                 | 島田消防署 旧 島田市消防本部 島田消防署                 | 予防係                                             |                                                    | 島田市旗指513-1                                             |
| 静岡市消防局 （消防局長） （消防次長） （消防局理事） （消防局参与） | 島田消防署 旧 島田市消防本部 島田消防署                 | 島田消防署 旧 島田市消防本部 島田消防署                 | 警備第1、第2係                                     |                                                    | 島田市旗指513-1                                             |
| 静岡市消防局 （消防局長） （消防次長） （消防局理事） （消防局参与） | 島田消防署 旧 島田市消防本部 島田消防署                 | 島田消防署 旧 島田市消防本部 島田消防署                 | 警防第1、第2係                                     |                                                    | 島田市旗指513-1                                             |
| 静岡市消防局 （消防局長） （消防次長） （消防局理事） （消防局参与） | 島田消防署 旧 島田市消防本部 島田消防署                 | 島田消防署 旧 島田市消防本部 島田消防署                 | 救急第1、第2係                                     |                                                    | 島田市旗指513-1                                             |
| 静岡市消防局 （消防局長） （消防次長） （消防局理事） （消防局参与） | 島田消防署 旧 島田市消防本部 島田消防署                 | 島田消防署 旧 島田市消防本部 島田消防署                 | 六合出張所                                         | 六合出張所                                         | 島田市道悦二丁目29-15                                       |
| 静岡市消防局 （消防局長） （消防次長） （消防局理事） （消防局参与） | 島田消防署 旧 島田市消防本部 島田消防署                 | 島田消防署 旧 島田市消防本部 島田消防署                 | 初倉出張所                                         | 初倉出張所                                         | 島田市阪本1526-4                                            |
| 静岡市消防局 （消防局長） （消防次長） （消防局理事） （消防局参与） | 島田消防署 旧 島田市消防本部 島田消防署                 | 島田消防署 旧 島田市消防本部 島田消防署                 | 金谷出張所                                         | 金谷出張所                                         | 島田市島863-1                                               |
| 静岡市消防局 （消防局長） （消防次長） （消防局理事） （消防局参与） | 島田消防署 旧 島田市消防本部 島田消防署                 | 島田消防署 旧 島田市消防本部 島田消防署                 | 川根南出張所                                       | 川根南出張所                                       | 島田市川根町身成3481-1                                      |
| 静岡市消防局 （消防局長） （消防次長） （消防局理事） （消防局参与） | 島田消防署 旧 島田市消防本部 島田消防署                 | 島田消防署 旧 島田市消防本部 島田消防署                 | 川根北出張所                                       | 川根北出張所                                       | 榛原郡川根本町元藤川2-4                                     |
| 静岡市消防局 （消防局長） （消防次長） （消防局理事） （消防局参与） | 吉田消防署 旧 吉田町牧之原市広域施設組合 吉田榛原消防署 | 吉田消防署 旧 吉田町牧之原市広域施設組合 吉田榛原消防署 | 管理係、職員安全指導係                             | 管理係、職員安全指導係                             | 榛原郡吉田町住吉1386-5                                      |
| 静岡市消防局 （消防局長） （消防次長） （消防局理事） （消防局参与） | 吉田消防署 旧 吉田町牧之原市広域施設組合 吉田榛原消防署 | 吉田消防署 旧 吉田町牧之原市広域施設組合 吉田榛原消防署 | 予防係                                             |                                                    | 榛原郡吉田町住吉1386-5                                      |
| 静岡市消防局 （消防局長） （消防次長） （消防局理事） （消防局参与） | 吉田消防署 旧 吉田町牧之原市広域施設組合 吉田榛原消防署 | 吉田消防署 旧 吉田町牧之原市広域施設組合 吉田榛原消防署 | 警備第1、第2係                                     |                                                    | 榛原郡吉田町住吉1386-5                                      |
| 静岡市消防局 （消防局長） （消防次長） （消防局理事） （消防局参与） | 吉田消防署 旧 吉田町牧之原市広域施設組合 吉田榛原消防署 | 吉田消防署 旧 吉田町牧之原市広域施設組合 吉田榛原消防署 | 警防第1、第2係                                     |                                                    | 榛原郡吉田町住吉1386-5                                      |
| 静岡市消防局 （消防局長） （消防次長） （消防局理事） （消防局参与） | 吉田消防署 旧 吉田町牧之原市広域施設組合 吉田榛原消防署 | 吉田消防署 旧 吉田町牧之原市広域施設組合 吉田榛原消防署 | 救急第1、第2係                                     |                                                    | 榛原郡吉田町住吉1386-5                                      |
| 静岡市消防局 （消防局長） （消防次長） （消防局理事） （消防局参与） | 牧之原消防署 旧 牧之原市相良消防本部 牧之原市相良消防署 | 牧之原消防署 旧 牧之原市相良消防本部 牧之原市相良消防署 | 管理係、職員安全指導係                             | 管理係、職員安全指導係                             | 牧之原市波津191番地１                                       |
| 静岡市消防局 （消防局長） （消防次長） （消防局理事） （消防局参与） | 牧之原消防署 旧 牧之原市相良消防本部 牧之原市相良消防署 | 牧之原消防署 旧 牧之原市相良消防本部 牧之原市相良消防署 | 予防係                                             |                                                    | 牧之原市波津191番地１                                       |
| 静岡市消防局 （消防局長） （消防次長） （消防局理事） （消防局参与） | 牧之原消防署 旧 牧之原市相良消防本部 牧之原市相良消防署 | 牧之原消防署 旧 牧之原市相良消防本部 牧之原市相良消防署 | 警備第1、第2係                                     |                                                    | 牧之原市波津191番地１                                       |
| 静岡市消防局 （消防局長） （消防次長） （消防局理事） （消防局参与） | 牧之原消防署 旧 牧之原市相良消防本部 牧之原市相良消防署 | 牧之原消防署 旧 牧之原市相良消防本部 牧之原市相良消防署 | 警防第1、第2係                                     |                                                    | 牧之原市波津191番地１                                       |
| 静岡市消防局 （消防局長） （消防次長） （消防局理事） （消防局参与） | 牧之原消防署 旧 牧之原市相良消防本部 牧之原市相良消防署 | 牧之原消防署 旧 牧之原市相良消防本部 牧之原市相良消防署 | 救急第1、第2係                                     |                                                    | 牧之原市波津191番地１                                       |
| 静岡市消防局 （消防局長） （消防次長） （消防局理事） （消防局参与） | 牧之原消防署 旧 牧之原市相良消防本部 牧之原市相良消防署 | 牧之原消防署 旧 牧之原市相良消防本部 牧之原市相良消防署 | 地頭方出張所                                       | 地頭方出張所                                       | 牧之原市新庄340番地2                                        |
| 静岡市消防局 （消防局長） （消防次長） （消防局理事） （消防局参与） | 曲金消防資機材倉庫                                      | 曲金消防資機材倉庫                                      | 曲金消防資機材倉庫                                 | 曲金消防資機材倉庫                                 | 駿河区曲金二丁目3番10号                                     |
| 静岡市消防局 （消防局長） （消防次長） （消防局理事） （消防局参与） | 川合消防資機材倉庫                                      | 川合消防資機材倉庫                                      | 川合消防資機材倉庫                                 | 川合消防資機材倉庫                                 | 葵区川合二丁目29番32号                                      |

## 主要幹部
消防局長：池田悦章

消防局消防次長：秋山知

## 主力機械
|                                                       |                                                       | 消防部 警防部 | 葵 消防署 | 駿河 消防署 | 千代田 消防署 | 清水 消防署 | 港北 消防署 | 日本平 消防署 | 島田 消防署 | 吉田 消防署 | 牧之原 消防署 |
| ----------------------------------------------------- | ----------------------------------------------------- | ------------- | --------- | ----------- | ------------- | ----------- | ----------- | ------------- | ----------- | ----------- | ------------- |
| 水槽付消防ポンプ自動車 （普通消防ポンプ自動車を含む） | 水槽付消防ポンプ自動車 （普通消防ポンプ自動車を含む） |               | 5（1）    | 8（8）      | 6（2）        | 4（1）      | 5（2）      | 3（1）        | 6（1）      | 2（1）      | 2（1）        |
| 化学消防自動車                                        | 化学消防自動車                                        |               | 1         | 2（1）      | 1             |             | 2（1）      | 1             | 1           | 1           | 1             |
| 救助工作車Ⅱ型                                         | 救助工作車Ⅱ型                                         |               | 1         | （1）       | 1             |             | 1           |               | 1           | 1           |               |
| 救助工作車Ⅲ型                                         | 救助工作車Ⅲ型                                         |               |           | 1           |               | 1           |             |               |             |             | 1             |
| はしご付消防自動車                                    | はしご付消防自動車                                    |               | 1         | 2           | 1             | 1           |             |               | 1           |             |               |
| 高規格救急自動車                                      | 高規格救急自動車                                      |               | 3（1）    | 6（1）      | 5（1）        | 3           | 4（1）      | 2（1）        | 6（1）      | 3（1）      | 3（1）        |
| 大型水槽車                                            | 大型水槽車                                            |               | 1         | 1           | 2             | 1           |             |               | 1           | 1           | 1             |
| 照明電源車                                            | 照明電源車                                            |               |           |             | 1             |             |             |               |             |             |               |
| 空気充填車                                            | 空気充填車                                            |               |           |             | 1             |             |             |               |             |             |               |
| 資機材搬送車                                          | 資機材搬送車                                          |               | 1         | 1           |               | 1           |             |               | 1           | 1           | 2             |
| 大型放水砲搭載ホース延長車                            | 大型放水砲搭載ホース延長車                            |               |           |             |               |             | 1           |               |             |             |               |
| 大容量送水ポンプ車                                    | 大容量送水ポンプ車                                    |               |           |             |               |             | 1           |               |             |             |               |
| 大型高所放水車                                        | 大型高所放水車                                        |               |           |             |               |             | 1           |               |             |             |               |
| 大型化学消防ポンプ自動車                              | 大型化学消防ポンプ自動車                              |               |           |             |               |             | 1           |               |             |             |               |
| 泡原液搬送車                                          | 泡原液搬送車                                          |               |           |             |               |             | 1           |               |             |             |               |
| 大型除染システム搭載車                                | 大型除染システム搭載車                                |               | 1         |             |               |             |             |               |             |             |               |
| 特殊災害対応自動車                                    | 特殊災害対応自動車                                    |               | 1         |             |               |             |             |               |             |             |               |
| 特殊災害支援車                                        | 特殊災害支援車                                        | 1             |           |             |               |             |             |               |             |             |               |
| 特殊災害指揮支援車                                    | 特殊災害指揮支援車                                    | 1             |           |             |               |             |             |               |             |             |               |
| 重機搬送車                                            | 重機搬送車                                            |               |           |             |               | 1           |             |               |             |             |               |
| 支援車Ⅳ型                                             | 支援車Ⅳ型                                             |               |           |             | 1             |             |             |               |             |             |               |
| 燃料補給車                                            | 燃料補給車                                            | 1             |           |             |               |             |             |               |             |             |               |
| 拠点機能形成車                                        | 拠点機能形成車                                        | 1             |           |             |               |             |             |               |             |             |               |
| 指揮車                                                | 指揮車                                                | 1             | 2         | 2           | 1             | 2           | 2           |               | 2           | 2           |               |
| 指揮連絡車                                            | 指揮連絡車                                            | 7             |           |             | 1             | 1           | 1           | 1             | 6           |             | 3             |
| 連絡車                                                | 普通車                                                | 3             |           |             |               |             |             |               | 2           | 1           | 2             |
| 連絡車                                                | 軽自動車                                              | 3             | 1         |             | 1             | 1           | 1           | 1             |             | 1           | 1             |
| 地震体験車                                            | 地震体験車                                            | 1             |           |             |               |             |             |               |             |             |               |
| 広報車                                                | 広報車                                                |               |           | 1           | 1             |             |             |               |             |             |               |
| 災害対策用二輪車                                      | 災害対策用二輪車                                      |               | 2         | 2           | 4             | 2           | 4           | 2             |             |             |               |
| 原動機付自転車                                        | 原動機付自転車                                        | 1             | 13        | 18          | 13            | 7           | 8           | 4             |             | 2           |               |
| 災害対応重機                                          | 災害対応重機                                          |               |           |             |               | 1           |             |               |             |             |               |
| 救助艇                                                | 救助艇                                                |               |           | 1           |               | 1           | 1           | 1             | 2           | 1           | 1             |
| 水上オートバイ                                        | 水上オートバイ                                        |               |           | 1           |               |             |             |               |             |             | 1             |
| 消防ヘリコプター                                      | 消防ヘリコプター                                      | 1             |           |             |               |             |             |               |             |             |               |
| 情報収集活動ドローン                                  | 情報収集活動ドローン                                  | 2             |           |             |               |             |             |               |             |             |               |
| 小型動力ポンプ（B-2、B-3）                            | 小型動力ポンプ（B-2、B-3）                            | 6             | 5         | 6           | 3             | 1           | 1           | 1             | 1           | 2           | 1             |
| 小型動力ポンプ（C-1）                                 | 小型動力ポンプ（C-1）                                 |               | 4         | 8           | 9             | 2           | 7           | 2             | 12          | 3           |               |

括弧内の数字は、非常用消防車両数を表す。

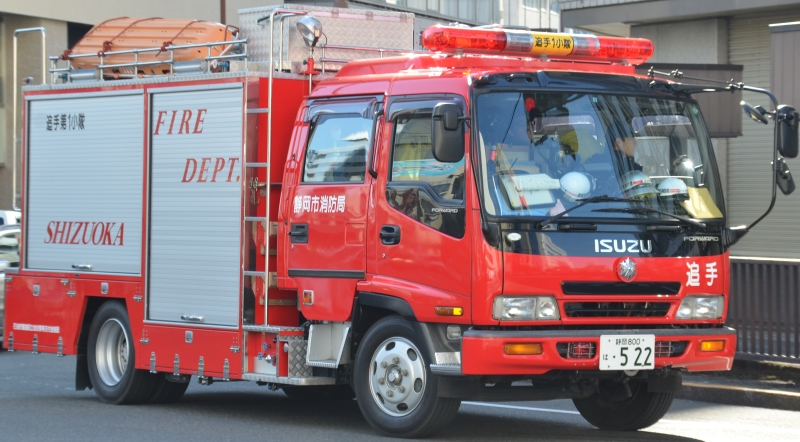
化学消防ポンプ自動車

【主力機械に関する参考文献：令和5年消防年報（静岡市消防局）】

## 事案
2023年3月16日、田辺信宏静岡市長は、当市消防局において複数の火災現場で隊員らが死亡し、2022年秋に消防署課長が酒気帯び運転の疑いで逮捕され、2023年3月には自宅に放火した疑いで消防士が逮捕された事を受けて、2023年3月15日付で消防局長を訓戒とし、前例のない特別指導を行なったと発表した。田辺市長は特別指導で、組織改革を推し進めるとともに、すべての消防職員に対する指導を徹底し、新年度以降もしっかりと継続できる道筋をつけることなどを求めた。